# Altoschatz
Altoschatz (auch: Alt-Oschatz) ist ein Ortsteil der Stadt Oschatz im Landkreis Nordsachsen in Sachsen.

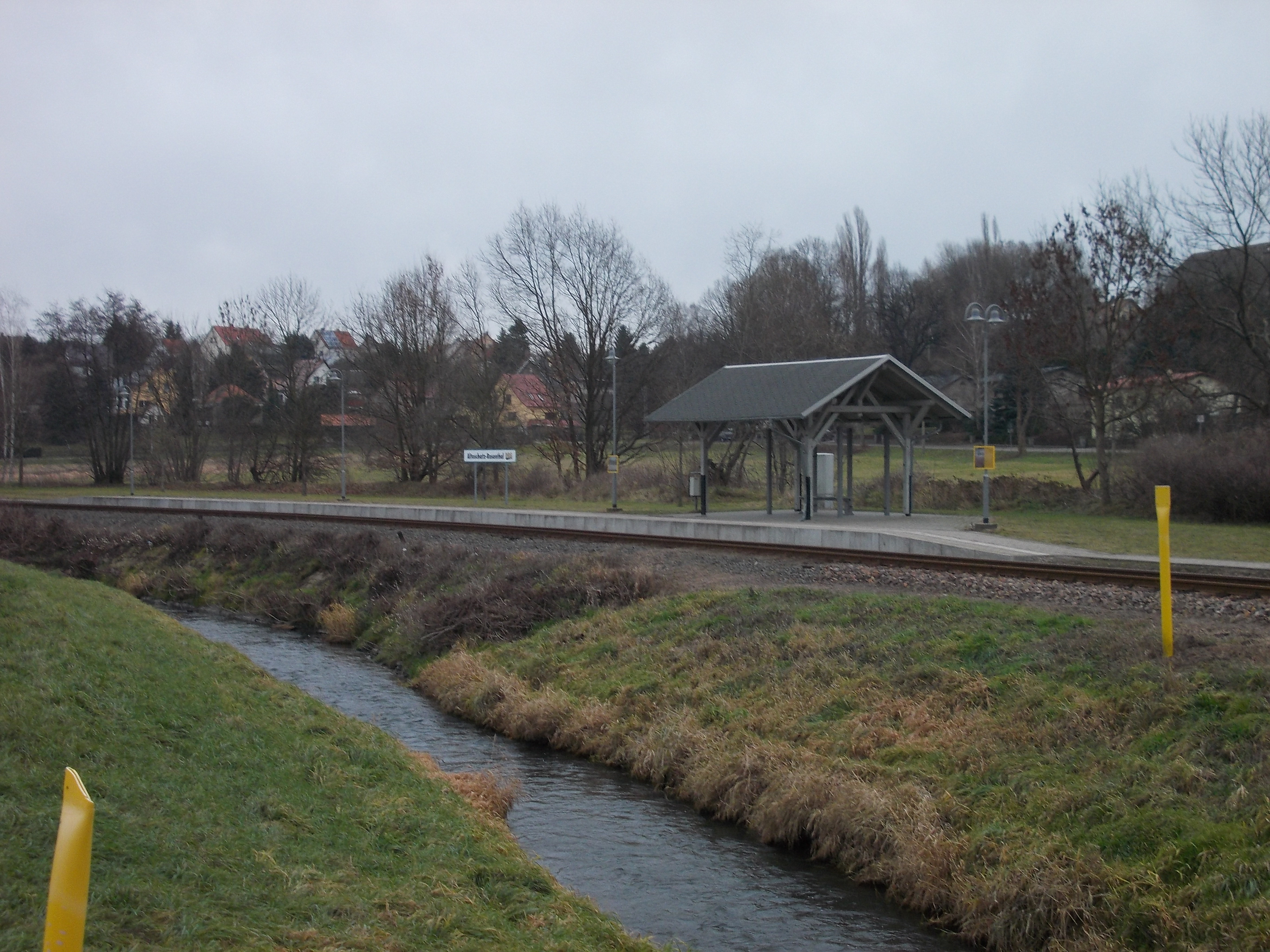
Haltepunkt Altoschatz-Rosenthal an der Döllnitz

## Geographie und Verkehrsanbindung
Altoschatz liegt südwestlich des Stadtkerns von Oschatz an der K 8940 und K 8941. Die B 6 verläuft weiter entfernt nördlich. Durch den Ort fließt die Döllnitz, ein linker Nebenfluss der Elbe. Altoschatz liegt an der Strecke der Schmalspurbahn Oschatz–Mügeln–Döbeln.